# Edgardo Sogno
(Edgardo Sogno)
Il conte don Edgardo Pietro Andrea Sogno Rata del Vallino di Ponzone (Torino, 29 dicembre 1915 – Torino, 5 agosto 2000) è stato un diplomatico, partigiano, politico, scrittore, militare e agente segreto italiano.
Partecipò alla resistenza italiana (con il nome di battaglia Franco Franchi diresse l'Organizzazione Franchi, una formazione militare di partigiani badogliani), di fede politica monarchica, liberale e anticomunista, Medaglia d'oro al Valor Militare, quella di Edgardo Sogno è una biografia singolare e controversa che tuttora suscita dibattito e valutazioni discordi. Descritto come uomo impulsivo e spericolato, avventuroso e coraggioso fino all'incoscienza, il suo viscerale anticomunismo e le sue iniziative politiche gli procurarono molti nemici e gli attirarono numerose accuse, mai giudizialmente accertate, di iniziative di cospirazione volte a sovvertire l'ordinamento democratico, come il cosiddetto golpe bianco (assieme al repubblicano Randolfo Pacciardi). Malgrado ciò, Sogno si descrisse sempre come democratico, liberale, prima monarchico e poi presidenzialista, sebbene Sogno non abbia mai rinnegato la propria fedeltà ideale alla monarchia sabauda. Fu membro della massoneria nella loggia P2.

## Biografia

### Origini e formazione
Discendente da una famiglia di antica nobiltà sabauda originaria di Camandona, Edgardo Sogno nasce da Adolfo Emanuele Sogno, aristocratico, filantropo e terziario francescano, e Laura Piatti. Sogno studia dai gesuiti, a cui riconobbe di avergli permesso di diventare un libero pensatore e "un liberale che non può non dirsi cristiano", usando l'espressione di Benedetto Croce.
Dopo aver ottenuto la maturità classica, nel 1933 entrò nell'esercito e venne nominato sottotenente nel Reggimento "Nizza Cavalleria". Laureatosi in giurisprudenza e in scienze politiche, nel 1938, per anticomunismo, prese parte alla Guerra civile spagnola. Benché servisse tra le file dei filo-franchisti (Corpo Truppe Volontarie, inviate dall'Italia) non fu mai fascista, ma liberal-nazionale. Come disse parlando di lui il suo amico Gianni Agnelli, il compito di un militare, vincolato dal giuramento al Re d'Italia, era combattere con il Regio Esercito e non con gli anarchici e i comunisti.

### L'opposizione al fascismo e la seconda guerra mondiale
Sempre nel 1938, a Torino, come gesto di protesta contro le leggi razziali fasciste, si appuntò una stella di David gialla sulla giacca (il segno distintivo imposto agli ebrei nella Germania nazista) e si mostrò così in pubblico. Quello fu l'anno del complotto antifascista sollecitato dalla futura regina Maria José del Belgio, che prevedeva (con l'aiuto di alcune personalità di ambienti militari del regime che non volevano l'alleanza con i nazisti, tra cui Galeazzo Ciano, Rodolfo Graziani, Pietro Badoglio e Dino Grandi) la deposizione e l'arresto di Mussolini, l'abdicazione forzata di Vittorio Emanuele III e la volontaria rinuncia del principe ereditario Umberto al trono in favore del piccolo Vittorio Emanuele, con Maria José stessa come reggente. Sogno partecipò a questo e altri falliti complotti, che prevedevano, nelle intenzioni di alcuni, anche l'eliminazione fisica del Duce, qualora non si riuscisse a deporlo pacificamente.
Nel 1940 entrò in diplomazia. A Roma frequentò alcuni circoli antifascisti, tra cui quelli di Benedetto Croce e Giaime Pintor. Contrario alla guerra al fianco dei tedeschi, dopo il discorso di Mussolini del 10 giugno 1940, mise in atto un'altra eclatante azione dimostrativa, aprendo le finestre della sua casa torinese per far ascoltare La Marsigliese, l'inno del Paese cui l'Italia fascista aveva appena dichiarato guerra.
Nel 1942 venne richiamato alle armi e trasferito in Francia, ma un anno più tardi, nel maggio 1943, fu arrestato a Nizza con l'accusa di alto tradimento, per aver auspicato pubblicamente la vittoria militare degli Stati Uniti d'America (in segno di protesta dopo aver visto partire un convoglio di ebrei deportati), ma venne poi rilasciato dopo il 25 luglio e congedato.

### La partecipazione alla resistenza
Monarchico, prese parte alla Resistenza, venendo insignito della Medaglia d'oro al valor militare. Vicino al Partito Liberale Italiano, all'epoca in clandestinità, lo rappresentò nel CLNAI.

Ferruccio Parri

Dopo l'8 settembre, il tenente Edgardo Sogno attraversò il fronte, prendendo contatti con il Regio Esercito che presidiava le regioni del Mezzogiorno e qui, stabilito un contatto con il governo di Vittorio Emanuele III, prese parte attiva nell'organizzare una rete spionistica al fine di liberare le regioni settentrionali in mano ai tedeschi. Fece dunque ritorno al Nord grazie all'appoggio dell'esercito britannico e gli inglesi furono i suoi referenti immediati, attraverso Radio Londra; la sua formazione armata venne aiutata con numerosi lanci di armi e materiali. Assieme a due compagni, Sogno inizialmente fu paracadutato con un'azione notturna nei pressi del lago di Viverone da un aereo inglese decollato dalla Tunisia, per creare e dirigere l'Organizzazione Franchi, la formazione partigiana più corposa dell'antifascismo liberale. Per un periodo si trovò presso la Tenuta La Mandria appoggiato dai proprietari i marchesi Medici del Vascello. Il 31 marzo 1944 fu arrestato la prima volta dai tedeschi, a Genova, assieme ad Aldo e Alberto Li Gobbi, ma - recluso nella Casa dello Studente - riuscì a fuggire.
Nel medesimo periodo, il tenente Sogno, nel tessere la sua rete spionistica, prese contatti anche con la Brigata Osoppo e, quando le sorti delle forze tedesche parevano oramai segnate, dall'inizio del 1945 avrebbe tentato di avviare una trattativa con la Xª Flottiglia M.A.S. del principe Junio Valerio Borghese al fine di coordinare ed unire gli sforzi in un fronte comune per fermare l'avanzata delle milizie jugoslave guidate da Tito nei territori orientali dell'Istria e dell'area giuliana. Condusse le sue azioni fino al suo arresto rocambolesco e, secondo alcuni, siccome Sogno fu arrestato nel gennaio 1945, nel febbraio non tentò alcuna trattativa con il principe Borghese, che per altro non ha mai conosciuto.
Sogno fu tra coloro che, pur non essendo coinvolti nell'organizzazione, sostennero la opportunità dell'attacco di via Rasella, in cui vennero uccisi 33 soldati altoatesini a fronte della rappresaglia delle fosse Ardeatine: Sogno affermò che «la notizia di Via Rasella fu per noi (i badogliani, ndr) un momento di esultanza. E neanche la feroce repressione che seguì mi fece cambiare idea, anzi. Davo lo stesso giudizio dei comunisti: bisognava provocare i tedeschi, perché ogni loro reazione non farà che isolarli sempre più».
Tra le imprese più significative ci fu, nel gennaio del 1945, la tentata liberazione di Ferruccio Parri, allora detenuto nell'albergo Regina & Metropoli di via Santa Margherita (oggi via Silvio Pellico), a Milano, dove le SS avevano stabilito il loro quartier generale. Sogno si presentò nell'albergo indossando un'uniforme della milizia tedesca, fingendosi latore di messaggi speciali, con il piano di sparare poi direttamente contro i tedeschi, liberare Parri e scappare con lui: ma fu riconosciuto, catturato e torturato dai nazisti fino ad essere quasi evirato; non nascose le sue intenzioni, ma non rivelò informazioni, e sarebbe forse stato fucilato immediatamente, se non fosse stato che ormai la guerra era quasi finita e, in qualità di militare italiano prigioniero di guerra (e non "bandito", "traditore" o "sovversivo", come venivano definiti i partigiani non militari) aveva lo status di Internato Militare Italiano e venne quindi mandato in un campo di prigionia in provincia di Bolzano, dove sopravvisse fino alla fine del conflitto. Assieme a lui finirono nel campo di Bolzano altri partigiani "bianchi", come Mario Luino e Alfredo Rigodanzo "Catone", oltre a Teresa "Marisa" Scala e Margarethe de Colins de Tarsienne (moglie di Indro Montanelli).

### La carriera politica nella Repubblica
Tra il 1945 ed il 1946 fondò e diresse le testate Corriere Lombardo e Costume. Fu deputato alla Consulta Nazionale in rappresentanza del Partito Liberale Italiano, dal settembre 1945 al giugno 1946.
Dopo il referendum del 2 giugno 1946 che aveva visto l'affermazione della Repubblica fece senza successo numerosi appelli alla Corte di cassazione, al fine di rovesciare il risultato delle urne, che, come molti monarchici, credeva fosse stato oggetto di brogli elettorali.
All'inizio degli anni cinquanta pubblicò un giornale anticomunista intitolato "Pace e libertà", che nel 1953 si trasformò, con finanziamenti statunitensi, nell'omonimo movimento, filiazione italiana del francese "Paix et liberté", direttamente collegato alla CIA e sostenuto finanziariamente dalla NATO, e presieduto dal deputato francese per il Partito Repubblicano, Radicale e Radical-Socialista Jean Paul David. I membri di Pace e Libertà vennero soprannominati "pretoriani", come quelli dell'Organizzazione Gladio erano i "gladiatori". Al gruppo aderirono tra gli altri Luigi Cavallo, ex partigiano ed ex corrispondente de L'Unità da Parigi, il colonnello Ottorino Bonessa, ex partigiano monarchico. Del movimento faceva parte anche il commissario Dides, agente dei servizi segreti statunitensi, responsabile della costruzione di una rete parallela alla polizia francese (Rete Dides), di cui facevano parte i commissari e gli ispettori epurati dopo la caduta del governo di Vichy e reintegrati appositamente, alla quale si ispirò Mario Scelba per la riorganizzazione della Polizia italiana. I gruppi come Pace e Libertà, spesso privati ma finanziati dalla NATO e dal Ministero degli Esteri, che dovevano dedicarsi alla guerra non ortodossa, specialmente alla guerra psicologica e alla propaganda anticomunista (fronteggiando anche, se necessario, le infiltrazioni del KGB in Occidente), nacquero e furono appoggiati dal governo italiano, con l'approvazione di Alcide De Gasperi, in quanto essi rientravano negli accordi per poter entrare nel Patto Atlantico (un altro di questi gruppi fu l'Organizzazione Gladio, che però non era privata, ma direttamente composta da dipendenti statali) e godere di aiuti economici e della protezione statunitense contro eventuali invasioni sovietiche.
Con la rivoluzione ungherese del 1956 a Budapest nell'autunno di quell'anno, Sogno mise in piedi un'associazione che operava da Vienna per accogliere i profughi in fuga dalla repressione sovietica, tra cui vi erano anche alcuni esponenti del deposto governo riformista di Imre Nagy.
(Edgardo Sogno)

### La carriera diplomatica
In dissenso con i liberali, lasciò la politica per dedicarsi alla diplomazia. Nel 1938 aveva vinto il concorso per la carriera diplomatica, ma il posto gli era stato tolto all'ultimo momento, a causa di un cambiamento di graduatoria. Ricorse al Consiglio di Stato, ed ebbe il posto di cui era stato privato.
Grazie al suo passato militare, fu nominato nel 1951 membro del Planning Coordination Group della NATO, incarico che comportò il suo trasferimento a Londra presso la segreteria dell'Alleanza Atlantica. L'anno successivo frequentò i corsi al Defense College della NATO a Parigi, un organismo creato da Eisenhower per formare quadri destinati alla guerra psicologica contro il comunismo. Fu in questo periodo che venne insignito della Bronze Star, la più alta onorificenza statunitense per i non cittadini di quel paese.
Prestò servizio a Buenos Aires, Parigi, Londra e negli Stati Uniti, quindi fu nominato ambasciatore d'Italia in Birmania ma, non approvando il giudizio negativo del governo di centrosinistra sulla guerra del Vietnam, decise di dimettersi.
Nel frattempo cercò finanziamenti per la causa anticomunista sia dalla NATO sia dagli industriali italiani e da tutti coloro che aderissero:

### Il presunto progetto di colpo di Stato
Nel maggio 1970 Sogno lasciò gli incarichi diplomatici e rientrò in Italia, dove diede vita ai Comitati di Resistenza Democratica, una serie di centri politici nati in funzione anticomunista, ai quali aderirono numerosi ex partigiani "bianchi" e "azzurri", come Enrico Martini (comandante "Mauri").
Nel 1971, a Castelnuovo ne' Monti, in un incontro fra ex-partigiani, presentando i “Comitati di resistenza democratica” lanciò un appello contro « posizioni sostanzialmente antidemocratiche », rappresentate a suo dire da PCI e MSI: il documento fu sottoscritto da dieci medaglie d'oro al valor militare, fra le quali Aldo Cucchi, Gianandrea Gropplero di Troppenburg e Gino Mattiussi oltre che lo stesso Sogno.
Sul giornale ReD-Resistenza Democratica, creato e diretto da Carlo Palumbo, scrisse anche Enzo Tortora. In questo periodo Sogno fu anche vicepresidente dell'associazione resistenziale Federazione Italiana Volontari della Libertà (FIVL).

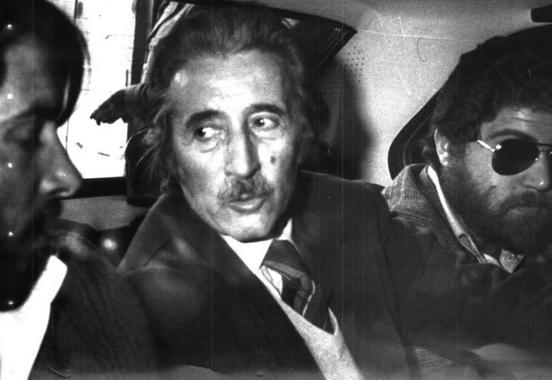
L'arresto di Edgardo Sogno nel 1976

Negli anni settanta Sogno si convinse che l'Italia necessitava di una repubblica presidenziale e quindi di una riforma costituzionale simile a quella che il generale Charles de Gaulle aveva ottenuto in Francia con l'instaurazione della Quinta Repubblica. Strinse amicizia con Randolfo Pacciardi, ex partigiano e politico repubblicano, fautore della repubblica presidenziale, e si affiliò alla massoneria del Grande Oriente d'Italia, associandosi alla loggia massonica P2.
Prese contatti con diversi generali e preparò un progetto di governo. Nelle sue intenzioni, doveva svolgersi «un'operazione largamente rappresentativa sul piano politico e della massima efficienza sul piano militare», come scrive lo stesso Sogno e lo scopo era spingere il presidente della Repubblica Giovanni Leone a nominare un nuovo governo capace di modificare la costituzione in senso presidenzialista, con a capo Pacciardi, il quale avrebbe dovuto essere "il de Gaulle italiano".
Al ministro della difesa Giulio Andreotti si attribuisce il merito di aver fatto trasferire i vertici militari coinvolti, ostacolando il progetto golpista, che comunque non andò mai oltre la fase dell'ideazione. Paolo Emilio Taviani, all'epoca ministro degli Interni, scrisse, dopo la morte di Sogno, di averne avuto informazione e di aver dato disposizioni al Capo della Polizia di indagare; Taviani suppone che in tal modo tali informazioni siano giunte in possesso della Procura della Repubblica di Torino. A seguito delle accuse Sogno venne anche espulso dall'associazione partigiana FIVL, della quale era vice-presidente.
Nel 1974 il magistrato Luciano Violante lo accusò di aver pianificato insieme a Randolfo Pacciardi e a Luigi Cavallo il cosiddetto "Golpe bianco" «al fine di mutare la Costituzione dello Stato e la forma di governo con mezzi non consentiti dall'ordinamento costituzionale»: finì per un mese e mezzo in carcere a Regina Coeli insieme a Luigi Cavallo, ritenuto dal giudice Violante il vero ideatore del "Golpe bianco".

Sogno con il Presidente statunitense Ronald Reagan

Randolfo Pacciardi e Luigi Cavallo smentirono in numerose rettifiche e in emissioni televisive qualsiasi tentativo di colpo di Stato. Contemporaneamente Violante prendeva atto del trasferimento a Roma delle istruttorie e si dichiarava territorialmente incompetente a proseguire l'indagine. Sogno denunciò Violante per falso ideologico, in un processo che lo assolse perché il fatto non costituisce reato.
La causa della decisione di forzare la mano di Leone fu l'avvicinamento di ampi settori della sinistra democristiana e del PCI all'area di governo, convinzione nutrita da settori chiave dell'esercito e da numerosi ex partigiani liberali, repubblicani, monarchici ed anche ex comunisti pentiti, dopo i fatti d'Ungheria. Il progetto consisteva nel creare le basi per un governo di alternativa al rischio dell'arrivo dei comunisti al governo. Secondo le parole dello stesso Sogno, bisognava "riportare il Paese alla visione risorgimentale", per mezzo di un'alleanza fra laici occidentali, cattolici liberali e socialisti antimarxisti, contro i comunisti del PCI (ancora legati a doppio filo con il blocco sovietico) e quelli della sinistra extraparlamentare, oltre che contro i neofascisti.
Convinto di giovare alla causa anticomunista, testimoniò, con Licio Gelli (il maestro venerabile della P2) e Luigi Cavallo, in favore del faccendiere Michele Sindona (che riteneva un perseguitato politico dalla "magistratura filocomunista") in un'inchiesta svizzera per truffa bancaria e bancarotta, per evitare che gli Stati Uniti lo estradassero in Italia; in seguito si scoprirono le connivenze di Sindona con Cosa nostra statunitense. Sogno, come Gelli, pensava che a Sindona non sarebbe stato garantito un equo processo per il reato di bancarotta e che rischiasse di venire ucciso in carcere (Sindona morì poi nel supercarcere di Voghera per avvelenamento).
Come l'avvocato Vittorino Chiusano dichiarò ai magistrati, inizialmente Edgardo Sogno, alle soglie della pensione, desiderava rientrare in politica presentandosi nelle liste del Partito Liberale Italiano con l'intenzione di recuperare i voti congelati a destra nel MSI-DN, per una possibile coalizione governativa di centro. Un legittimo quadro di discussione politica fu condotta da Luigi Cavallo sulle riforme del potere giudiziario, della difesa, delle forze armate e dei servizi segreti, contro la corruzione dilagante e gli sperperi e sugli illeciti finanziamenti ai partiti. Il processo contro Sogno, Cavallo e Pacciardi si concluse il 13 settembre 1978 un proscioglimento "per non aver commesso il fatto".

### Gli ultimi anni e la morte

Edgardo Sogno

Uomo scomodo e ingombrante, era detestato da una larga parte della sinistra, ma poco amato anche dalla destra. Entrambi gli schieramenti non gli perdonavano l'avversione per entrambe le ideologie dei totalitarismi novecenteschi, comunismo e fascismo, i cui eredi italiani sedevano su entrambe le sponde parlamentari in gran numero, oltre che per il sospetto di golpe e la sua amicizia con la famiglia Agnelli (in particolare con l'avvocato Gianni Agnelli) e i vertici della FIAT.
Riottenne una certa notorietà negli ultimi anni della sua vita. Negli anni '80 si avvicinò a Bettino Craxi e al nuovo corso di "terza via" attuato dal Partito Socialista Italiano dopo il distacco dal marxismo avvenuto nel 1976. Scrisse anche sull'Avanti! e su Mondoperaio.
Negli anni novanta, con Tangentopoli e il collasso del vecchio sistema politico, ebbe la sensazione che la sua speranza di un'Italia gollista avrebbe potuto finalmente avverarsi. Si rimise perciò a scrivere con grande entusiasmo, pubblicò alcuni libri e fece altre battaglie politiche; scrisse su Il Giornale e su L'Indipendente durante la direzione di Vittorio Feltri.
Tornò infine sulla scena politica nel 1996, candidandosi al Senato con Alleanza Nazionale (partito diverso dalla sua storia politica, nato dalla svolta dei postfascisti, che gli offrì tuttavia la candidatura come indipendente nel Polo delle Libertà) a Cuneo. Non eletto, si ritirò a vita privata, polemizzando con la presenza nelle istituzioni di ex appartenenti al PCI rimasti in politica, come Massimo D'Alema, mentre la Commissione Mitrochin indagava sui documenti resi pubblici riguardanti la collaborazione tra agenti segreti sovietici e alcuni rappresentanti politici italiani durante la guerra fredda.

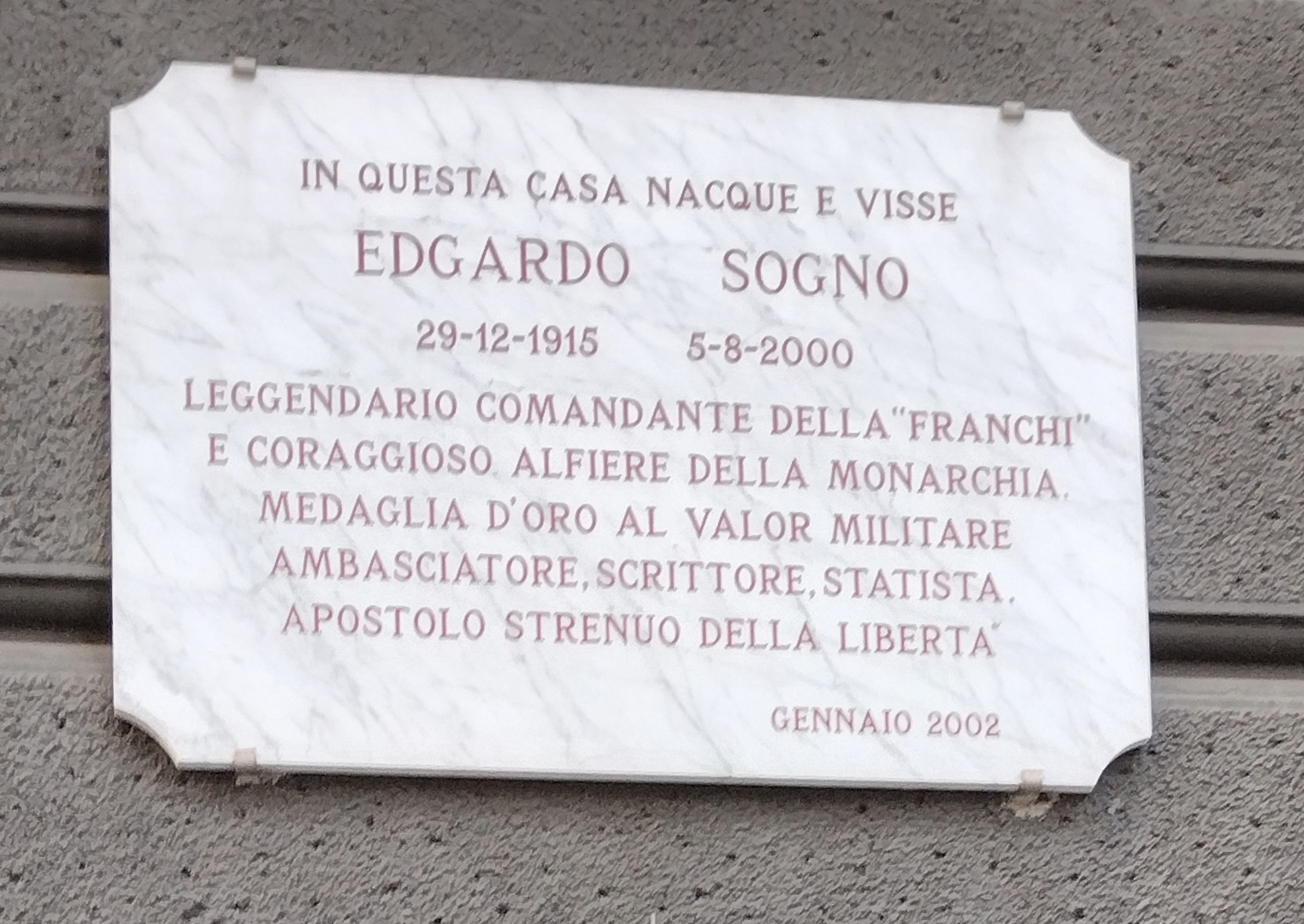
Lapide in memoria di Edgardo Sogno a Torino

Cardiopatico da anni, morì nel 2000 dopo avere scritto una Lettera agli amici, che fu il suo testamento politico. Per decisione del governo di centrosinistra di Giuliano Amato, gli furono decretati funerali di Stato, che si svolsero a Torino, a cui parteciparono anche esponenti del governo, della cui maggioranza parlamentare era membro il Presidente della Camera Violante, il magistrato che lo aveva accusato di golpismo, e numerosi suoi vecchi nemici della sinistra postcomunista; al termine della cerimonia, la salma fu tumulata a Camandona.

## Le idee politiche e ilgolpe bianco
In Dalla Resistenza al golpe bianco. Testamento di un anticomunista, di Aldo Cazzullo, pubblicato per Mondadori, Sogno ha spiegato nel capitolo IV - redatto secondo Cazzullo dallo stesso Sogno - che poiché «sull'Italia si allungava l'ombra cecoslovacca» e «un governo con ministri comunisti sarebbe stata la premessa della trasformazione dell'Italia in una repubblica popolare», non si sarebbe più sentito vincolato dalla legalità di fronte all'impossibilità di formare un governo «espresso da una maggioranza autenticamente democratica». Di qui i contatti con chi avrebbe dovuto organizzare un intervento militare per indurre il presidente Leone a scegliere un governo capace di riformare la Costituzione in senso presidenzialista. Sogno sostenne che la violenza andasse utilizzata solo per difesa da un'offensiva comunista manovrata dall'URSS, in quegli anni dominati dal terrorismo rosso e nero.

Sogno affermò che 
Sogno chiarirà più tardi anche i rapporti con l'ex comunista Roberto Dotti, accusato di essere stato membro attivo delle Brigate Rosse:
Il piano prevedeva anche di mettere fuori legge il Movimento Sociale Italiano, il principale partito neofascista, oltre al Partito Comunista Italiano. Sogno avrebbe avuto l'incarico di Ministro degli affari esteri o Ministro della difesa e Pacciardi di Presidente del Consiglio. Oltre essere stati rettificati dei "passi" del libro di Cazzullo e Sogno nella seconda edizione, su richiesta di Luigi Cavallo, è stata anche diffusa una lunga smentita redatta da Cavallo stesso in merito a quanto contenuto nel testo.
Sogno ammise poi il suo progetto di un "golpe liberale" contro la «coalizione moderata, gli intellettuali, le maggiori forze economiche-finanziarie e la Chiesa di Sinistra» che avrebbe previsto la formazione di un governo di emergenza. Nel 1997 ha rivelato l'elenco del governo che avrebbe dovuto nascere e dei generali che aderirono al progetto, tra essi Giuseppe Santovito, allora a capo della Divisione meccanizzata "Folgore", poi del SISMI.
Sogno non fu mai membro dell'Organizzazione Gladio, la stay-behind paramilitare governativa creata dalla NATO nell'ambito dell'Operazione Gladio, in funzione anticomunista e antisovietica e che avrebbe dovuto contraccare segretamente le forze del Patto di Varsavia, se avessero invaso i paesi occidentali, però venne nominato socio onorario di un'associazione reducistica di volontari stay-behind.
Secondo Indro Montanelli, l'accusa di golpismo «era una delle tante "bufale" inventate in quegli anni caldi dalle Sinistre contro chi le avversava». Egli non volle mai una dittatura militare e pur non prendendo posizione ma sostanzialmente giustificando il golpe cileno di Augusto Pinochet, il suo modello rimase sempre de Gaulle, il generale che aveva garantito le libertà costituzionali in Francia (pur dando una decisa svolta presidenziale con il suo carisma), e non i golpisti sudamericani. Lo stesso aggettivo "bianco" indicava principalmente il fatto che - nelle intenzioni di Sogno - sarebbe stata una svolta pacifica e incruenta, e l'esercito avrebbe agito solo a scopo difensivo, come la citata riforma gollista francese o la rivoluzione dei garofani in Portogallo. Sogno ribadisce nel testamento che Violante sbagliò completamente bersaglio collegando il golpe bianco allo stragismo neofascista: il progetto esisteva, ma si trattava di «spingere Leone alla svolta gollista, non di mettere bombe», secondo lui molto poco rispetto all'atmosfera degli anni di piombo e della strategia della tensione, con cui il golpe bianco non aveva nulla a che fare.
Sogno negherà anche sempre che il progetto degli ex appartenenti a Pace e Libertà prevedesse l'eliminazione fisica dei comunisti, come sostenne invece Norberto Bobbio, ma solo una guerra psicologica e segreta molto dura, paventando anche un rischio di licenziamento per gli operai FIAT che si candidassero in liste sindacali comuniste vicine alla CGIL e favorendo dagli anni '50 agli anni '70 quelli che si organizzavano in sindacati "democratici", come CISL e UIL. Dal momento della costituzione di Pace e Libertà fino a quello dei Comitati, i proclami anticomunisti erano assai simili a quelli del cattolico Luigi Gedda, più che a quelli dei gruppi di estrema destra.
Tra le dichiarazioni di ammirazione e ricordo dei politici, vi fu quella del Presidente emerito della Repubblica Francesco Cossiga, che lo descrisse, tra l'altro, come una «figura di grande patriota, un liberale che ha onorato le tradizioni risorgimentali»; venne ricordato anche da Furio Colombo, mentre lo scrittore Umberto Eco lo paragonò al personaggio di Sandokan e scrisse che «nel '43 aveva seguito il Re a Brindisi, ma poi si era fatto paracadutare nel nord per organizzare la resistenza. Se Umberto avesse fatto come lui, avrebbe riscattato la monarchia dal tradimento del suo padre imbelle. Il coraggio di questa "Primula Azzurra" non è bastato. Nei decenni del dopoguerra Sogno è diventato il "prototipo del reazionario" (…). Che importa? Così è stata la storia del nostro paese, piena di contraddizioni».
La moglie Anna (1923-2005), pittrice, e le figlie Sofia (nata nel 1951, moglie di Edoardo Rignon) e Laura detta Nanina, costituirono con l'ex senatore del PSI Francesco Forte, una fondazione in suo onore, il Comitato per le Libertà "Edgardo Sogno" che svolse per un certo periodo alcune iniziative culturali, nell'ambito dei Comitati per le libertà, organizzazione fondata dallo storico Stéphane Courtois, dal giornalista Dario Fertilio e dal dissidente sovietico Vladimir Bukovsky, e che già nel 1997 aveva onorato Sogno nel convegno di Torino.

## Riconoscimenti
- L'impresa della tentata liberazione di Parri gli fece poi assegnare la Medaglia d'oro al valor militare dal governo italiano e la Bronze Star Medal da quello statunitense.[11]
- Gli sono intitolate alcune vie, tra cui una a Varese e una a Milano; a Torino una lapide ne ricorda l'opera.[3] Una via è stata intitolata anche ad Alassio (SV) nel 2010, nell'ambito del ricordo delle vittime degli errori giudiziari (accanto a una via dedicata ad Enzo Tortora)[61], con una cerimonia alla presenza dei famigliari.[62] Anche il Comune di Luino (VA) gli ha dedicato una piazzetta nel 2014.

## Opere
- Guerra senza bandiera, Milano, Rizzoli, 1950; Milano, Mursia, 1970; Bologna, il Mulino, 1995. ISBN 88-15-04838-3.
- La minaccia comunista in Italia, Milano, Pace e libertà, 1953.
- L'insidia comunista della coesistenza. Discorso pronunciato a Reggio Emilia l'8 dicembre 1955, Milano, Pace e libertà, 1956.
- L'esperimento italiano di democrazia protetta. Conferenza tenuta il 6 aprile 1956 al Circolo dell'Unione di Milano, Milano, Pace e libertà, 1956.
- La pietra e la polvere, Milano, Mursia, 1971.
- La croce e il rogo. Storia di fra Dolcino e Margherita, Milano, Mursia, 1974.
- La seconda repubblica, Firenze, Sansoni, 1974; 1975; 1977.
- Controffensiva liberale per salvare la democrazia, Torino, Italia libera, 1975.
- Il golpe bianco, Milano, Edizioni dello Scorpione, 1978; Il Golpe bianco di Edgardo Sogno, a cura di Pietro di Muccio Macerata, Liberilibri, 2012. ISBN 978-88-95481-84-5.
- La grande utopia. I confini dell'economia, della natura, della morale, Milano, SugarCo, 1982.
- La missione del CLNAI al Sud e gli accordi di Roma, in La cobelligeranza italiana nella lotta di liberazione dell'Europa. Atti del Convegno internazionale. Milano, 17-19 maggio 1984, Roma, FUSA, 1986.
- Fuga da Brindisi e altri saggi. Un'interpretazione del secolo XX, Cuneo, L'Arciere, 1990.
- Il falso storico dell'antifascismo comunista. Sulla revisione critica della storiografia resistenziale in Italia, Bologna, Analisi, 1994.
- La Ricostruzione dell'esecutivo, Torino, Analisi, 1995.
- Per la libertà. Il contributo militare italiano al servizio informazioni alleato (8 settembre 1943-25 aprile 1945), con Luigi Marchesi e Carlo Milan, Milano, Mursia, 1995. ISBN 88-425-1822-0.
- La grande svolta, Torino, Analisi, 1996.
- La Franchi. Storia di un'organizzazione partigiana Bologna, il Mulino, 1996. ISBN 88-15-05177-5.
- De Gaulle. La spada appesa al filo, Milano, Bietti, 1997. ISBN 88-8248-005-4.
- Due fronti. La grande polemica sulla guerra di Spagna, con Nino Isaia, Firenze, Liberal Libri, 1998. ISBN 88-8270-004-6.
- La storia, la politica, la istituzioni. Scritti sull'antifascismo, sulla storiografia contemporanea e sulle riforme costituzionali, Soveria Mannelli, Rubbettino, 1999. ISBN 88-7284-788-5.
- Testamento di un anticomunista. Dalla Resistenza al golpe bianco (con Aldo Cazzullo), Milano, Mondadori, 2000, ISBN 88-04-48824-7. Ripubblicato nel 2010 per Sperling e Kupfer, con il titolo leggermente diverso (Testamento di un anticomunista. Dalla Resistenza al golpe bianco: storia di un Italiano).